# Shenron
 (janvier 2025).
Shenron (神龍, Shenron) est un personnage de fiction créé par Akira Toriyama dans le manga Dragon Ball en 1984. Il s’agit du dragon sacré fabriqué par le Tout-Puissant.

## Biographie fictive
Shenron est le premier dragon à apparaître dans l'histoire. Il vient sur Terre lorsque les sept Dragon Balls sont réunis et que la personne qui les détient l'invoque à l'aide d'une formule. Shenron peut alors exaucer un souhait, dans la limite du pouvoir du Tout-Puissant, puis se retire. Les sept Dragon Balls sont alors dispersés aux quatre coins de la planète et redeviennent de simples pierres durant une année, à l'issue de laquelle elles redeviennent utilisables.

### Dragon Ball
Pilaf est le premier personnage du manga à invoquer Shenron, mais Oolong parvient à prononcer un souhait (il demande une petite culotte) avant que Pilaf n'ait eu le temps de briguer la domination du monde. Par la suite, Son Goku réunit de nouveau les sept Dragon Balls et demande à Shenron de ressusciter le père d'Upa qui a été tué par Tao Pai Pai.
Lorsque le démon Piccolo refait son apparition après des siècles d'emprisonnement, il invoque Shenron pour retrouver sa jeunesse d'autrefois, puis, son souhait ayant été exaucé, le démon tue le dragon. Mais par la suite, Son Goku se rend au palais du Tout-Puissant et ce dernier, à l'aide de Mr Popo, ranime Shenron, ce qui permet de ressusciter les victimes de Piccolo.

### Dragon Ball Z

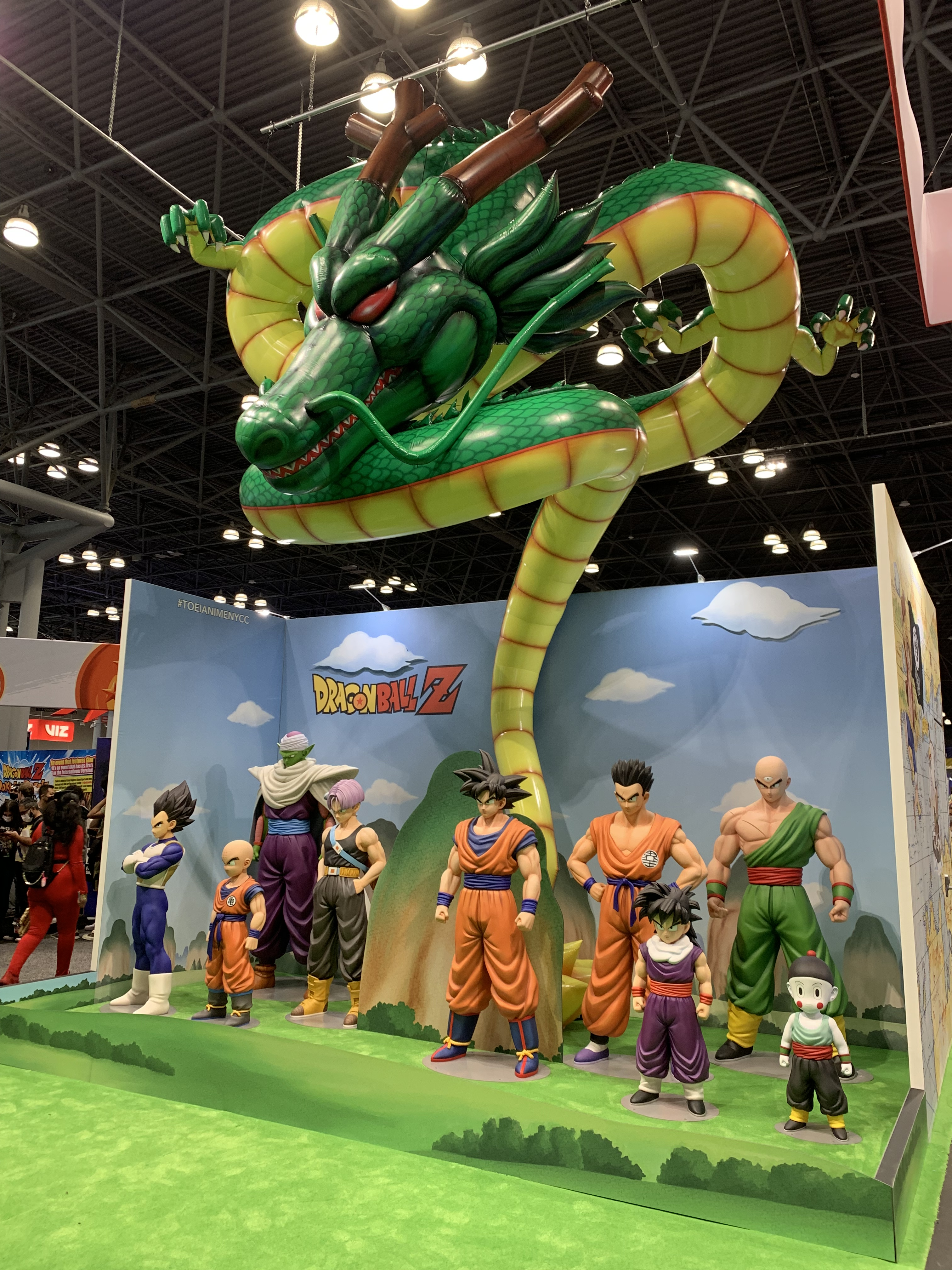
Sculptures de Shenron et de la Z-Team à la New York Comic Con 2021.

À la suite du combat contre son frère Raditz, Son Goku part s'entraîner chez Maître Kaio. Il demande à ses amis de ne le ressusciter que dans un an, juste avant l'arrivée des Saiyans. Lorsque Piccolo se fait tuer lors de son combat face à Nappa et Vegeta, le Tout-Puissant meurt par la même occasion, puisque tous deux sont une seule et même personne à l'origine. Le Tout-Puissant étant mort, les Dragon Balls disparaissent, de même que le Dragon. Lorsque Piccolo est ressuscité par Polunga, le Tout-Puissant revient également à la vie et les Dragon Balls redeviennent actives. Shenron pourra alors à son tour ressusciter les victimes de Freezer et de ses soldats. Plus tard, juste avant le combat contre Cell, Son Goku décide d'aller sur la nouvelle planète Namek et de ramener un de ses habitants pour qu'il devienne le nouveau dieu de la Terre. Dendé est choisi. Une fois de retour sur Terre, Dendé recrée le dragon grâce à ses pouvoirs à partir d'une maquette. Un nouveau Shenron naît alors avec de nouvelles capacités : trois vœux au lieu d'un et aucune contrainte exigeant de ne ressusciter une même personne plus d'une fois (cependant, si on souhaite ressusciter plusieurs personnes à la fois, le dragon n'accordera que deux souhaits au lieu de trois). Shenron est à nouveau appelé après le combat contre Boo pour ressusciter les victimes du monstre.

### Dragon Ball Super
Shenron explique à Son Goku ce qu'est le Super Saiyan Divin afin qu'il puisse combattre Beerus et l'empêcher de détruire la Terre. Il est très effrayé par la présence de Beerus.
Quand Gogeta combat contre Broly, Cheelai fait apparaître Shenron et lui demande de renvoyer Broly sur la planète où il a vécu.

### Dragon Ball GT
Shenron apparaît dans le dernier épisode pour expliquer aux héros que les dragons maléfiques étaient nés de leur souhait et des Dragon Balls. Celles-ci ne pourront plus être utilisées à cause du surplus du minus dans les Dragon Balls. Il décide de ressusciter les victimes des événements passés (dont Krilin) en l'honneur de son amitié avec Son Goku. Il part donc avec ce dernier on ne sait où. Mais Son Goku vient au 62e Tenkaichi Budokai où son arrière arrière-petit-fils Son Goku Junior affronte en finale Vegeta Junior.

## Description

### À propos du nom
Le nom de Shenron (chinois traditionnel : 神龍 ; chinois simplifié : 神龙 ; pinyin : shén lóng ; japonais : 神龍 ou Shinryū) signifie littéralement le Dragon spirituel et vient de la mythologie chinoise, où il est généralement identifié comme le dragon qui domine le vent et la pluie.

### Physique

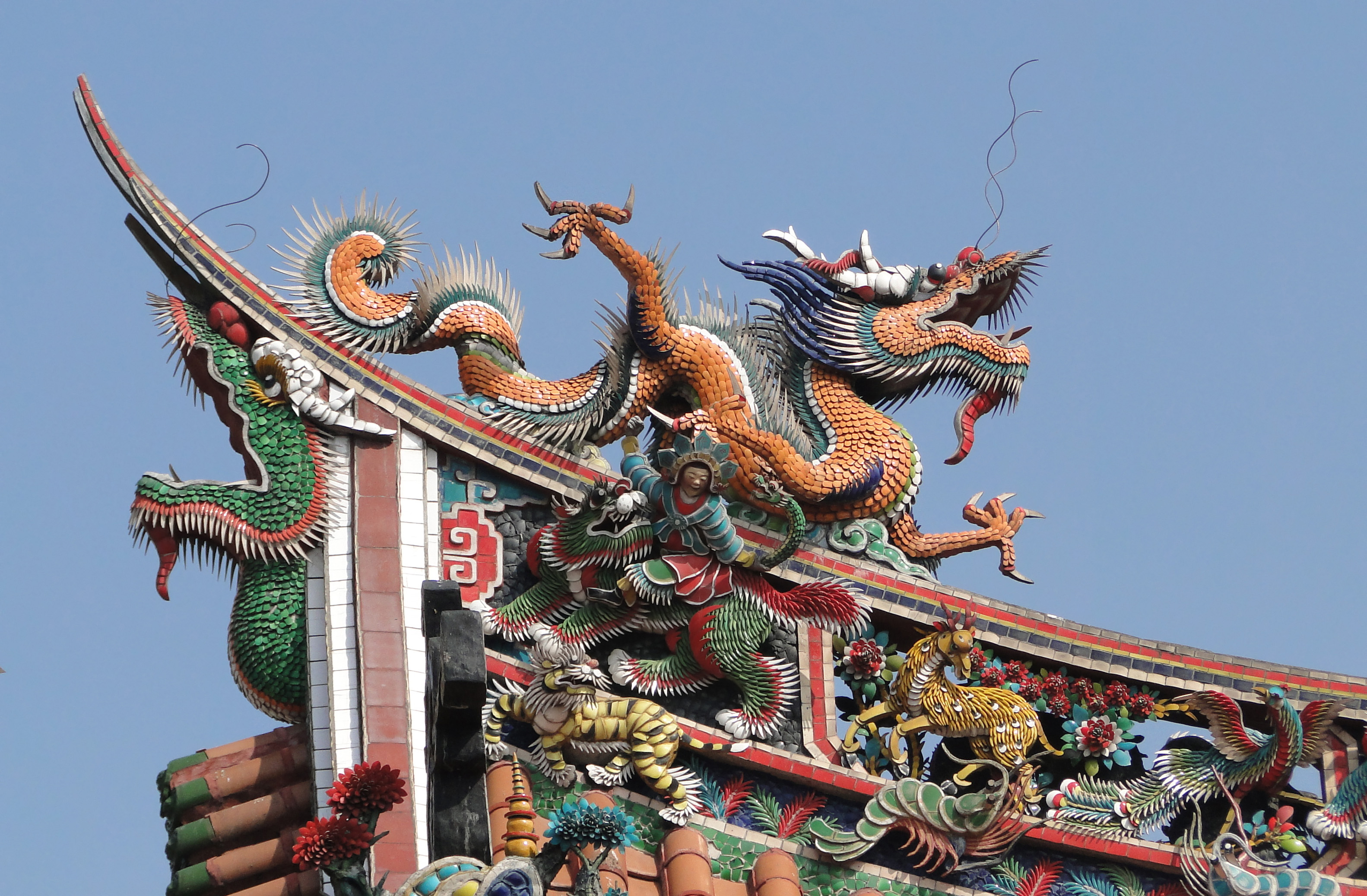
Dragon semblable à Shenron sur le toit du sanctuaire principal du temple Longshan, à Taïwan.

Shenron ressemble beaucoup aux dragons chinois. La partie haute de son corps est principalement verte avec des écailles et une crinière dorsale ; la partie basse ressemble à un ventre de serpent. Il possède quatre bras, deux en dessous de sa tête et deux au milieu de son corps. Il a deux cornes en bois sur la tête, deux longues antennes et des yeux rouges.

### Relations
Shenron connaît apparemment les différents dieux de l'univers de Dragon Ball. En effet, dans Dragon Ball Super, quand Son Goku et ses amis invoquent Shenron et qu'il voit Beerus, le dieu de la destruction, il est terrifié et fait preuve d'un grand respect envers lui, ce qui n'était auparavant jamais arrivé dans la série.

## Œuvres où le personnage apparaît

### Manga
- 1984 : Dragon Ball
- 2006 : Cross Epoch

### Séries
- 1986 : Dragon Ball
- 1989 : Dragon Ball Z
- 1996 : Dragon Ball GT
- 2009 : Dragon Ball Z Kai
- 2015 : Dragon Ball Super
- 2024 : Dragon Ball Daima

### Films
- 1986 : Dragon Ball : La Légende de Shenron
- 1988 : Dragon Ball : L’Aventure mystique
- 1989 : Dragon Ball Z : À la poursuite de Garlic
- 1990 : Dragon Ball Z : Le Robot des glaces
- 1990 : Dragon Ball Z : Le Combat fratricide
- 1991 : Dragon Ball Z : La Menace de Namek
- 1995 : Dragon Ball Z : Fusions
- 1995 : Dragon Ball Z : L’Attaque du dragon
- 1996 : Dragon Ball : L’Armée du Ruban Rouge
- 2013 : Dragon Ball Z: Battle of Gods
- 2015 :  Dragon Ball Z : La résurrection de "F"

- 2018 : Dragon Ball Super: Broly

### Film en prise de vues réelles
- 1991 : Dragon Ball, le film : La Légende des sept boules de cristal